# Заповідник "Шкільний ліс" (Болгарія)
Заповідник «Шкільний ліс» (болг. Училищна гора) розташований в районі села Божениця (Болгарія), громада Ботевград. Найближчими до заповідника населеними пунктами є Божениця (2,3 км), Липниця (4,3 км), Скравена (5 км). Площа території ландшафтного заповідника становить 1346,842 арів. 15 жовтня 1999 року. Міністерство навколишнього середовища та водних ресурсів статус заповідника «Шкільна гора» на природоохоронний заповідник з метою підтримки та збереження дубового лісу з 200-літніх дерев висотою понад 30 м. Складено режим діяльності, за яким Державне лісове господарство Ботевграда повинне застосовувати такі екологічні методи: 1) санітарні вирубки при висиханні — не більше 5 % деревостою; 2) підтримувальн і відновлювальні заходи; 3) використання біологічних засобів захисту рослин.

## Рельєф
Рельєф низькогірський, розгалужений з яскраво вираженими хребтами і ярами. Найбільша висота над рівнем моря становить 820 м, а з найменша — 425 м. Різниця близько 395 м означає, що більша частина заповідника має крутий рельєф.

## Клімат
Взимку найхолодніший місяць — січень із середньою температурою повітря -1.9oС. Весна відносно тепла. У липні і серпні середні температури не дуже високі — близько 20,8oС. Осінь тепла, з середньою температурою жовтня від 11,0oС. Річна температурна амплітуда близько 11,2oC.
Річний розподіл опадів характеризується добре вираженим літнім максимумом в червні (142 мм) і осіннім мінімумом у вересні (71 мм). Середня річна сума опадів 830 мм. Більшість з них випадають у весняно-літній період.
Перший сніговий покрив з'являється на початку листопада, а найпізніший — на початку січня.
Більшу частину року в районі заповідника «Шкільна гора» дмуть сильні вітри, з середньою швидкістю понад 7 м/с. Найбільш вітряні зимові місяці, а найменша швидкість вітру спостерігається в серпні. Переважають південно-західні і західні вітри.
Річна сума сонячного освітлення досягає 1976 год. Найбільше протягом серпня — 303 год, а найменше — в грудні — січні (47 — 48 год).

## Ґрунти
Ґрунт належить до типу лесовидних (Luvisols). Цей тип ґрунту характеризуються елювіальним глинистим горизонтом, сформованим внаслідок нагромадження глини і мулу, механічно відокремленом від верхнього горизонту.

## Біологічне різноманіття
На території заповідника «Шкільна гора» виявлено 39 видів мохів, 20 видів лишайників, 41 вид грибів, 207 видів вищих рослин та 73 види лікарських рослин. Зустрічаються близько 100 видів безхребетних, для іхтіофауни немає умов, 21 вид амфібій і рептилій, 62 види птахів, 19 видів ссавців і 20 видів кажанів.

## Гриби
На цій території зареєстровано та визначено 41 вид грибів: 12 видів з відділу Ascomycota (сумчасті гриби) та 29 видів з відділу Basidiomycota (базидіальні гриби). За кількістю видів переважають родини Polyporaceae і Xylariaceae — по 6 видів.
Зареєстровано 2 охоронно значимих види макроміцетів, які значаться в Червоному списку грибів Болгарії, а саме: Герицій вусиковий (Hericium cirrhatum) — вразливий вид і Lenzites warnieri — майже вимираючий вид.

## Флора

### Мохи

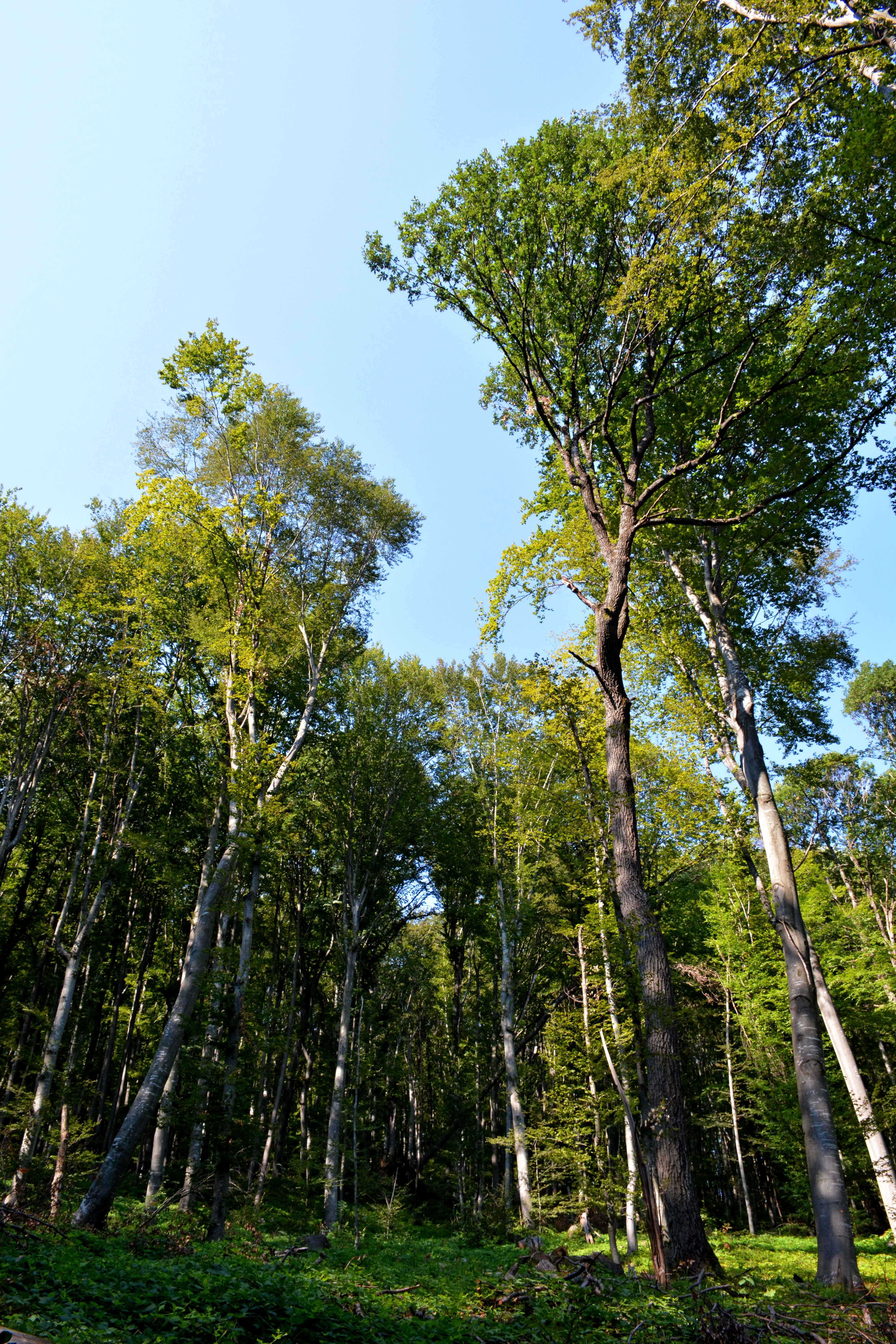

На території заповідника «Шкільна гора» виявлено 39 видів мохів, з яких 6 видів є печіночників, відділ Marchantiophyta і 33 види є мохів з відділу Bryophyta. Вони належать до 26 родин. У заповіднику зустрічається 5 видів з природоохоронною цінністю, включені до Червоного переліку мохів Болгарії. З них два види знаходяться під загрозою зникнення, один майже зник, і про два види не вистачає даних. Місця поширення мохів у заповіднику відносно різноманітні та перебувають у хорошому стані. Основні негативні чинники природного характеру пов'язані з глобальними і локальними посухами, що призводить до зменшення числа видів, а також вітровали, через які порушується мікроклімат і знищуються відповідні субстрати для ряду видів мохів.

### Вищі рослини
В цілому налічується 207 видів вищих рослин з 185 родів і 60 родин. Вигляд рослинності в заповіднику «Школа лісу» визначається змішаним листяним лісом з багатим видовим складом.
З Конвенції про заборону торгівлі рослинними і тваринними видами СІТЕС є 5 видів: Булатка біла (Cephalanthera damdsonium), Булатка довголиста (Cephalanthera longifolia), Зозульки бузинові (Dactylorhiza sambucina), Гніздівка (Neottia nidus-avis) і Плодоріжка салепова (Orchis morio).
У Додаток 4 Закону про біологічне різноманіття було включено 5 видів: Рускус колючий (Ruscus aculeatus), Рускус під'язиковий (Ruscus hypoglossum) та Купина запашна (Polygonatum odoratum), Проліски дволисті (Scilla bifolia), Щитник чоловічий (Dryopteris filix-mas).

## Фауна

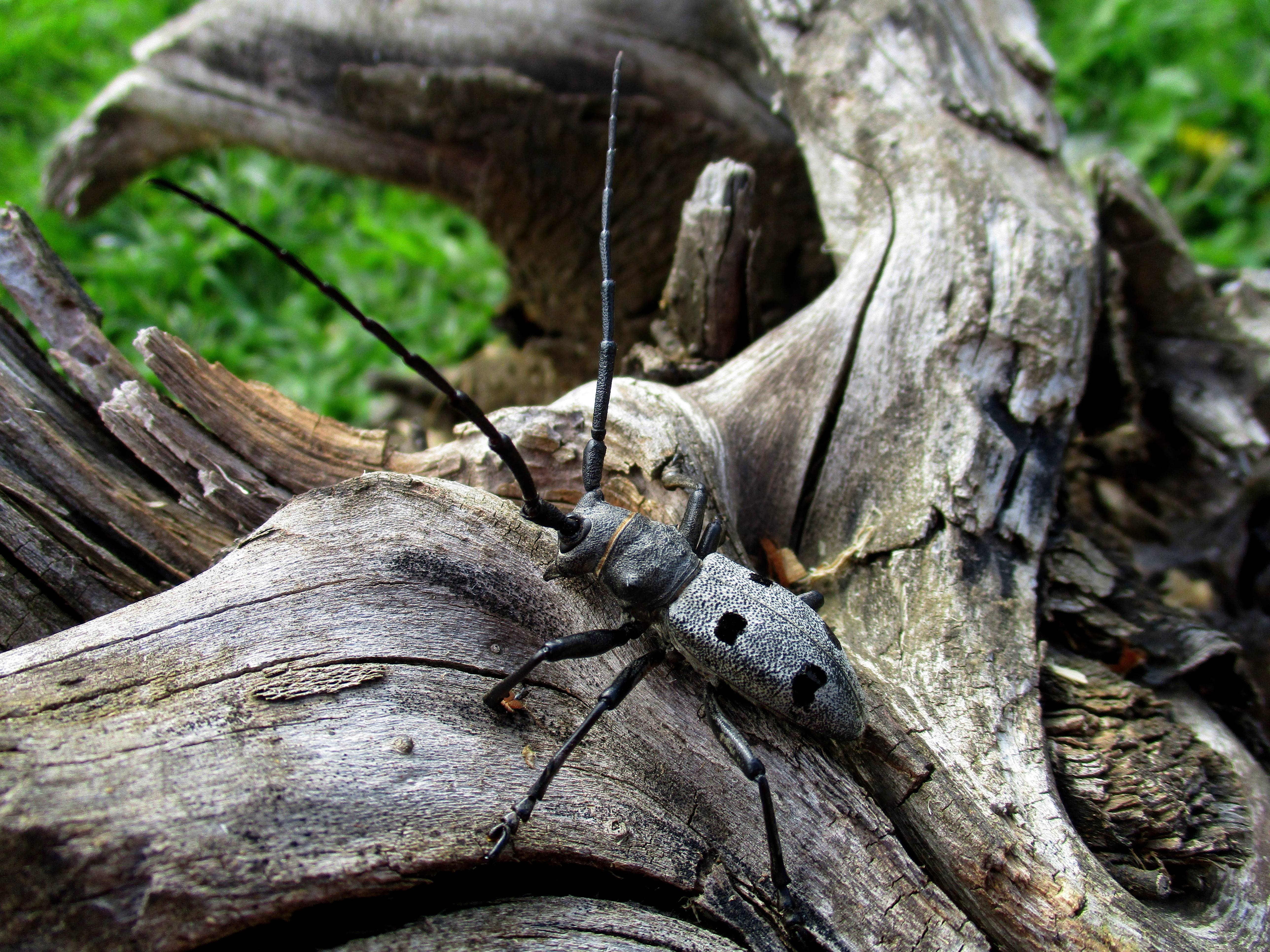
Морімус блакитний

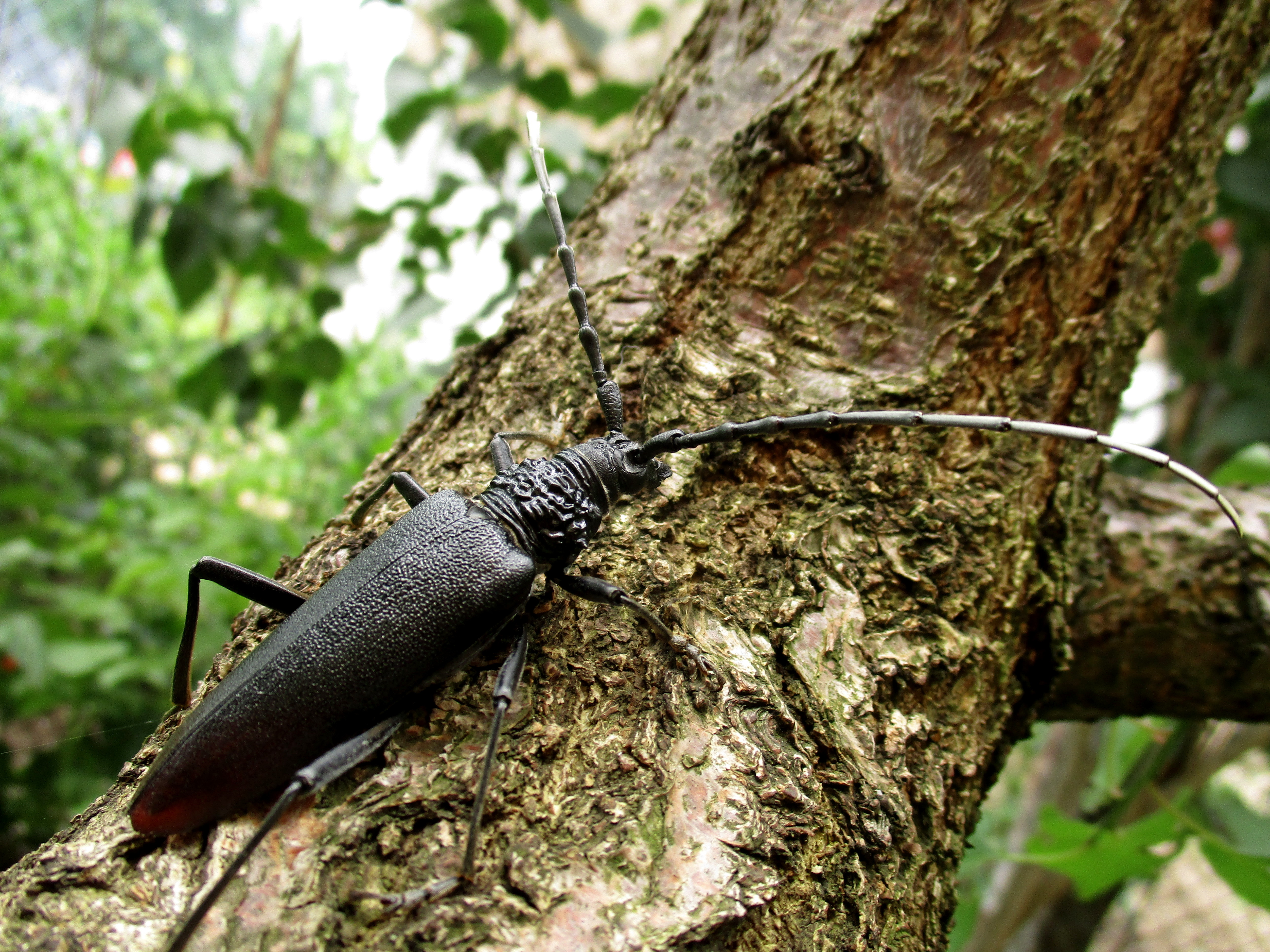
Вусач дубовий великий західний

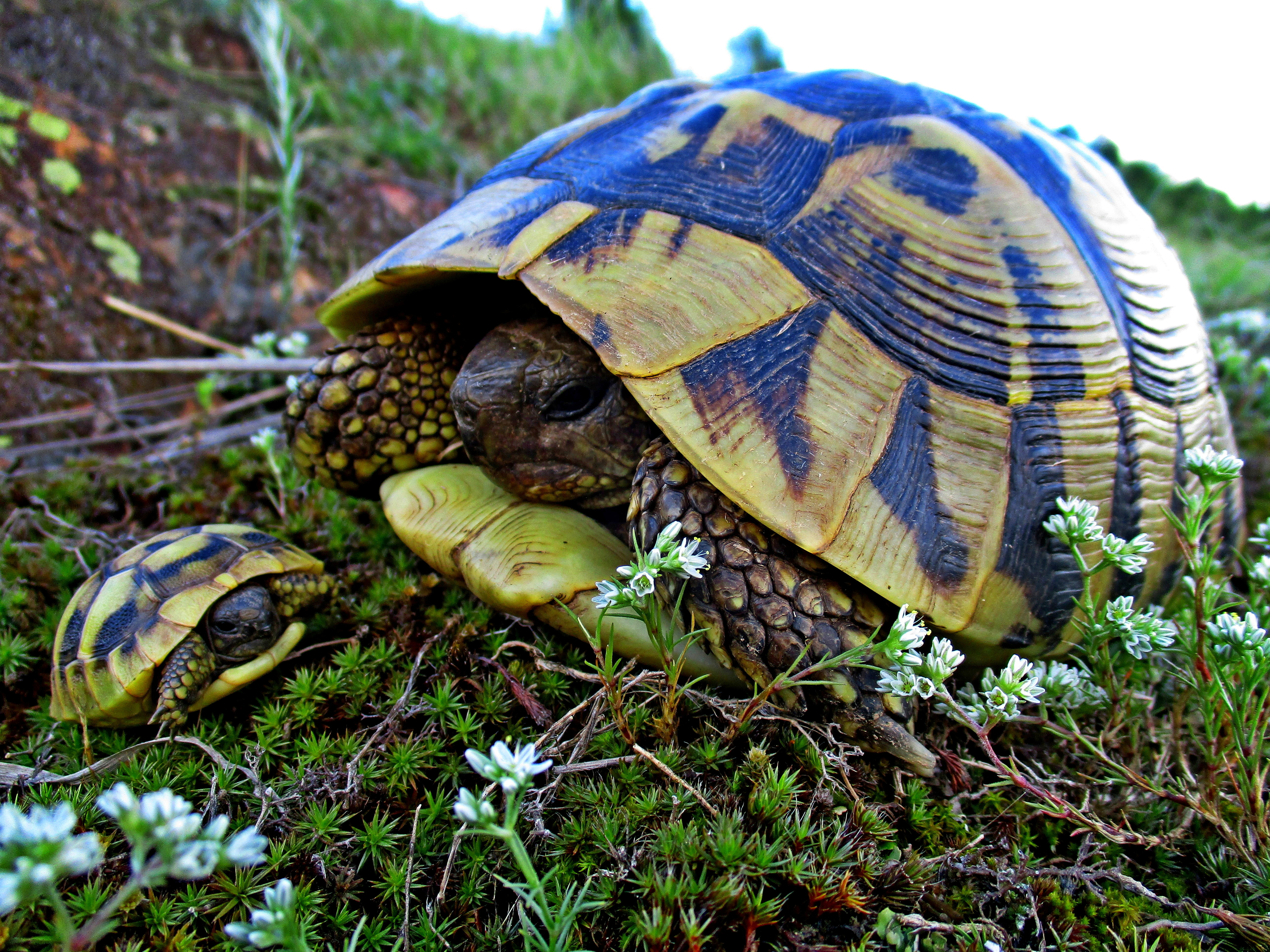
Черепаха Германа

### Безхребетні
Виявлено ґрунтових тварин, нематод, колембол, кільчастих хробаків, багатоніжок, молюсків, павукоподібних, жуків, перетинчастокрилих, метеликів. Наявні псевдоскорпіон (Neobasium bulgaricum), що є болгарським ендеміком, Coenagrium ornatum- майже вимерлий вид комах і рідкісний вид сітчастокрилих (Nevrorthus apatelios).
Виявлено 22 види наземних безхребетних, які потребують охорони, серед яких равлик виноградний (Helix pomatia), руді лісові мурахи (Formica rufa), жук-олень (Lucanus cervus), вусач дубовий великий західний (Cerambyx cerdo), морімус блакитний (Morimus funereus), вусач-розалія альпійська (Rosalia alpina) и жук-самітник (Osmoderma eremita).

### Земноводні і плазуни
Територія заповідника включає ареали 9 видів земноводних і 12 видів плазунів. Єдиний охоронюваний вид, занесений до Червоної книги Болгарії — черепаха Германа (Testudo hermanni).

### Птахи
Спостерігаються 172 види птахів, але тільки 62 види гніздуються на території заповідника. 6 видів занесені до Червоної книги Болгарії (2011): лелека чорний (Ciconia nigra), осоїд (Pernis apivorus), яструб великий (Accipiter gentilis), підсоколик малий (Falco subbuteo), сапсан (Falco peregrinus), пугач (Bubo bubo) і визначені як предмет спеціальних заходів з необхідністю щорічно звітувати про кількість пар.

### Ссавці
На території заповідника виявлені сарна (Capreolus capreolus), свиня дика (Sus scrofa), шакал звичайний (Canis aureus), лисиця (Vulpes vulpes), тхір лісовий (Mustela putorius), білка (Martes foina), борсук європейський (Meles meles), кажани (Chiroptera).